# Jesús Ignacio Roldán Pérez
Jesús Ignacio Roldán Pérez (Guadalupe, Antioquia, 6 de junio de 1968) conocido con el alias de Monoleche,  es un ex-paramilitar colombiano.
Fue miembro de las Autodefensas Unidas de Colombia y fue de los ex-paramilitares más cercanos a los hermanos Castaño. Se desempeñó como lugarteniente u hombre de confianza y guardaespaldas de Vicente Castaño y también como jefe de escoltas, sicarios y administrador de tierras y fincas, operó en el Bloque Calima de las AUC hasta su desmovilización en 2004.

## Biografía
Jesús Ignacio Roldán nació el 6 de junio de 1968 en Guadalupe (Antioquia), es hijo de Alfonso Roldán y Ana Felisa Pérez y se graduó de bachiller en el Colegio José Martín Carbonell en Valencia (Córdoba) tuvo varias compañeras sentimentales con las cuales ha tenido varios hijos, en una entrevista en 2020 en el medio de comunicación Chica Noticias declaró que cuando tenía 11 años, su padre fue asesinado en Guadalupe (Antioquía).

### Inicios en el paramilitarismo
Jesús Roldán primero participó en la guerrilla como miembro del Ejército Popular de Liberación (EPL) pero tras desmovilizarse del EPL, contó que junto a un allegado, lo llevó a él y a un grupo de desmovilizados con engaños de un supuesto trabajo, sin embargo era para ser reclutado para pertenecer a las filas de un grupo de autodefensas, por lo que inició como miembro de las Autodefensas Campesinas de Córdoba y Urabá, (grupo precursor de las AUC posteriormente un bloque de esa organización), ahí fue dónde conoció a los hermanos Castaño, Fidel Castaño, Carlos Castaño, y Vicente Castaño, tras 3 meses de duro entrenamiento, Jesús Roldán estaba listo para integrarse por completo a las filas. Era apodado inicialmente como El Mono, debido a su color de cabello, pero con el dinero que ganaba custodiando y administrando fincas, repartía muy a menudo en diferentes ciudades del país, panes y dulces de leche a los niños pobres y personas desamparadas en situación de calle, por lo cual Carlos Castaño le puso el apodo de Monoleche, aunque esto también se debió a su tez blanca.

### Masacre del Rincón de la Vieja
El 26 de noviembre de 1989 en Montería (Córdoba), en Loma Verde y en el Rincón de la Vieja, cerca de 15 paramilitares al mando de Fidel Castaño, entre ellos Jesús Roldán Monoleche llegaron a la vereda Rincón de la Vieja en el corregimiento de Loma Verde, en la zona rural del Montería. Los paras dispararon indiscriminadamente contra un grupo de habitantes que estaba celebrando un bautizo y asesinaron a 11 personas. Una de las víctimas era menor de edad.
Los habitantes del pueblo relatan que los hechos duraron alrededor de media hora y que unas personas fueron obligadas a acostarse boca abajo en la plaza del pueblo. Según versiones de los victimarios entregadas en el proceso de Justicia y Paz, los paramilitares se dirigían al corregimiento de Naranjitas con un listado de supuestos colaboradores de la guerrilla que iban a asesinar, pero escucharon que había fiesta y entraron a Rincón de la Vieja supuestamente a buscar a una de las personas de lista. Los paras dicen que empezaron a disparar porque uno de sus hombres fue herido. Los paramilitares que perpetraron en la masacre salieron de la Finca Las Tangas, en Valencia, que ha sido reconocida como el lugar en el que Fidel Castaño entrenó a los primeros paras que delinquieron en Urabá y Córdoba. En los hechos participó John Henao, alias H2, primo de los hermanos Castaño, y Jesús Roldan, alias Monoleche, quienes se postularon a la Ley de Justicia y Paz. Según el mismo Jesús Ignacio Roldán en una declaración posterior a lo declarado a la Justicia y Paz, y en el medio Chica Noticias declaró que había sido herido en la cadera y en la pierna izquierda en donde le partieron la tibia y el peroné y estuvo muy cerca de morir.

### Autodefensas Unidas de Colombia
Tras la misteriosa muerte de Fidel Castaño en enero de 1994, las Autodefensas Campesinas de Córdoba y Urabá momentáneamente se desarticularon para 1995 e inicios de 1996, así que Carlos Castaño llama a Jesús Roldán y a su hermano Vicente Castaño y Diego Fernando Murillo alias Don Berna/Adolfo Paz y Salvatore Mancuso alias Mono Mancuso/Triple Cero, y se reúnen para trabajar en un nuevo proyecto más grande y estructurado de las Autodefensas con los grupos paramilitares que ya habían sido fundado por el hermano de Carlos, el difunto Fidel Castaño (que se presume que Carlos Castaño estuvo vinculado detrás de la muerte de su hermano), para 1996 Vicente Castaño alineó a los paramilitares y Carlos Castaño los reunió y organizó para trabajar en las filas de las Autodefensas, y para 1997 se fundan las Autodefensas Unidas de Colombia, Jesús Roldán siguió como custodio y administrador de fincas y fue muy cercano a la familia Castaño Gil, Carlos Castaño aunque era el máximo líder y el líder visible de las AUC, pues Vicente Castaño quien era el segundo líder de las AUC (y para muchos el verdadero líder), había adoptado a su hermano menor, Juan Bautista Roldán, y terminó ganando un gran aprecio y confianza a Jesús Roldán, por lo que Vicente Castaño le dio trabajo de ser el jefe de escoltas y sicarios y de ser su guardaespaldas personal y su mano derecha, alias Monoleche terminó operando en el Bloque Calima de las AUC y ocasionalmente en el Bloque Bananero de las AUC.

### Asesinato de Carlos Castaño y la desmovilización de las AUC
Para inicios de 2004, aunque Carlos Castaño seguía siendo el líder máximo de las Autodefensas Unidas de Colombia, su poder ya era más simbólico, y su hermano Vicente Castaño era quien en verdad dirigía las AUC, sin embargo, Carlos Castaño había conspirando con los agentes estadounidenses de la DEA para irse a vivir a Panamá o Costa Rica y denunciar los vínculos de narcotráfico en las AUC que había realizado su hermano Vicente Castaño y los otros líderes como Diego Fernando Murillo alias Don Berna o Adolfo Paz y Salvatore Mancuso, por lo cual Vicente Castaño consideró un traidor a su hermano Carlos. Se aseguró de que entre los elegidos para asesinarlo estuvieran los paramilitares que más lo odiaron. Uno de esos hombres, Manuel Salvador Ospina alias Móvil 5, fue el encargado de dispararle el tiro de gracia en la cabeza. Él era uno de los blancos predilectos de los insultos de Carlos Castaño. Dicen que un día, delante de toda la tropa, lo trató de homosexual y de tener sida. Vicente Castaño pacta una reunión con Jesús Roldán Monoleche, su guardaespaldas (y leal hombre de confianza) y otros jefes de bloques como Elkin Casarrubia alias El Cura y Manuel Salvador Ospina alias Móvil 5, Salvatore Mancuso, y otros paramilitares de mediano y alto rango, Vicente Castaño organiza el operativo para dar de baja a su hermano Carlos Castaño, Vicente Castaño se aseguró y le recordó en más de una ocasión reiteradas veces a Monoleche que lleve a los paramilitares que más odiaban a su hermano Carlos Castaño, y entre más de 40 miembros del Bloque Bananero, Bloque Calima, y Bloque Mineros fueron seleccionados, los paramilitares elegidos fueron reclutados y reunidos para el operativo en su mayoría por Monoleche y otros por Vicente Castaño alias El Profe, según el paramilitar Ever Veloza alias H.H. o Mono Veloza relato: Vicente Castaño dijo: Si yo no mato a Carlos alguien más lo hace y me tiene que matar a mí también, una vez se efectúa el operativo el cual fue comandado por Monoleche y se llevó a cabo el día viernes 16 de abril en la vereda El Tomate en la tienda Rancho al Hombro en dónde Carlos Castaño se conectaba habitualmente en Internet, a las 4:00 p.m. Carlos Castaño llegó al lugar, y a las 5:00 p.m. Carlos Castaño escucha un fuerte ruido de derrapes de auto y ve que se avecinan 4 camionetas llevando un ejército de hombres muy mayor a sus escoltas, y en el balde de la principal camioneta en medio de varios hombres por detrás y de lado, resaltaba como el líder y comandante alias Monoleche con su fusil, quien disparó como alerta de batalla, sin embargo esto generó confusión con Carlos Castaño y sus escoltas quienes al ver a hombres de su misma organización pensaban que Monoleche al disparar sólo estaba probando el arma o una munición, pero para segundos después enterarse de que en realidad vinieron a darlos de baja, una vez Carlos Castaño es asaltado por el grupo comandado por Monoleche, dan de baja al cuñado de Carlos Castaño, Jhon Henao alias H2, y Manuel Salvador Ospina alias Móvil 5 efectúa el primer disparo a Carlos Castaño, quien salta por una ventana herido y se esconde cerca de la vivienda de un campesino, los paramilitares al neutralizar y dar de baja a los escoltas proceden a perseguir a Carlos Castaño quien no pudo huir muy lejos y permaneció escondido a dos cuadras más adelante, los paramilitares al encontrar a Carlos Castaño quien sin munición, exige una explicación a los paramilitares y les advierte que lo suelten ya que él es su máximo líder y que lo lleven de inmediato dónde su hermano Vicente Castaño para hablar con él, los paramilitares le confirman que su hermano sabe de la situación y lo llevan a la presencia de Jesús Roldán Monoleche, Carlos Castaño es neutralizado de un disparo por Monoleche quien lo arrastró hasta un terreno baldío, Carlos Castaño antes de morir le pregunta quién dio la orden, Monoleche le responde que fue su hermano Vicente Castaño alias El Profe y que sólo está siguiendo sus órdenes, y Monoleche en conjunto con Móvil 5 asesinan a Carlos Castaño y llevando el cadáver en el balde de una camioneta tapado con hojas de plátano, alias Monoleche le confirma la muerte de su hermano Carlos Castaño a Vicente Castaño diciéndole en clave: "Listo Patrón, el parque ya está limpio".

Finalmente se desmovilizó del Bloque Calima y de las AUC en 2004 posterior a la muerte de Carlos Castaño y no fue hasta agosto de 2006 de que Jesús Roldán Monoleche confesó a la Ley de Justicia y Paz de que fue el responsable de la muerte de Carlos Castaño por orden de su hermano Vicente Castaño, alias 'Monoleche' confesó y declaró:
"... "Quiero contar la verdad sobre lo sucedido con la muerte de Carlos Castaño. Me declaro responsable. Por eso estoy aquí, porque creo en la Ley de Justicia y Paz".
. 
Tras acogerse a ésta ley alias Monoleche fue beneficiado de los derechos que ofrece la misma con quienes cooperan y confiesan sus actos y fue sentenciado en 2006 a 10 años de cárcel, quedando libre en 2016.

### Captura
El 17 de marzo de 2023, Jesús Roldán Monoleche fue capturado en Bogotá en un concierto, por la Policía Nacional para responder por el asesinato de la lideresa social Yolanda Izquierdo, en 2007. Se sabe de que reclamaba la restitución de unas tierras y haciendas que pertenecían a Monoleche como una reparación a las víctimas y que se presume de que el sicario que asesinó a Yolanda Izquierdo pudo haber sido contratado por Monoleche en represalia, también fue detenido para responder por los supuestos delitos de concierto para delinquir y extorsión. 
Actualmente se encuentra recluido en la Cárcel La Picota de Bogotá.

## En la cultura popular
En la serie de televisión colombiana, Los Tres Caínes producida por RTI Televisión para Canal RCN, Jesús Roldán alias Monoleche, en su versión de niño es interpretado por Santiago Prieto, en su versión adolescente y juvenil, es interpretado por el actor Sebastián Rendón, y finalmente en su versión adulta 'Monoleche es interpretado por el actor Sebastián Mogollón. Jesús Roldán en el año 2013 demandó a Gustavo Bolívar, escritor y libretista de la serie, por agregar elementos ficticios en donde a su personaje se lo muestra en escenas fuertes cometiendo acciones macabras como llevarse y dormir con la mano cercenada de una de las supuestas víctimas y aquellas escenas le causaron problemas con su familia y con sus hijos menores de edad en aquel entonces.